# 大分県道・福岡県道108号中津吉富線
大分県道・福岡県道108号中津吉富線（おおいたけんどう・ふくおかけんどう108ごう なかつよしとみせん）は、大分県中津市から福岡県築上郡吉富町に至る一般県道である。

## 概要
大分県中津市大字合馬から福岡県築上郡吉富町大字広津に至る。現在の中津吉富線は、旧々国道10号であり、江戸時代にひらかれたという海岸沿いの下往還（小倉 - 中津）の一部である。
「下往還」は、小倉城主細川忠興によって小倉城と中津城とをむすぶ新道として設置された。その当時は、橋梁はなく、渡し舟で、吉富 - 中津を結んでいた。1869年（明治2年）、広津 - 中津間に船を横に並べた「船橋」がかかった。1889年（明治22年）国道35号、1904年（明治37年）に山国橋が完成し、これ以降は、大分県側と福岡県側とを結ぶ県道の大半はこの山国橋を通るルートとして設定・認定された。1919年（大正8年）国道3号、1933年（昭和8年）和井田跨線橋（JR九州日豊本線高架）架設、1952年（昭和27年）国道10号、1973年（昭和48年）3月に国道10号から大分県道・福岡県道108号中津吉富線に振替変更され、現在の路線となった。

### 路線データ
- 起点：大分県中津市大字合馬（合馬交差点、国道213号交点）
- 終点：福岡県築上郡吉富町大字広津（吉富町直江交差点、大分県道・福岡県道113号中津豊前線交点）

## 歴史
- 1885年（明治18年） - 国道35号線　北九州市門司区 - 大分県庁[要出典]
- 1904年（明治37年） - 国道35号線の山国川に山国橋が架橋される。橋長214.4 m[要出典]
- 1920年（大正9年） - 国道35号線から国道3号へと路線番号変更。[要出典]
- 1934年（昭和9年）2月28日 - 山国橋のコンクリート化。[要出典]
- 1952年（昭和27年）12月4日 - 国道3号から国道10号へと路線番号変更。[要出典]

県の委託管理から当時の建設省の直接管理となる。
- 1960年（昭和35年） - 新国道の山国大橋が架橋され、国道10号が移管される。[要出典]
- 1963年（昭和38年）2月19日 - 大分県道・福岡県道428号中津吉富線の認定。[要出典]
- 1973年（昭和48年）3月31日 - 大分県道・福岡県道108号中津吉富線となる。[要出典]
- 1980年（昭和55年） - 山国橋の下流側に単独の側道橋が架橋される。[要出典]

## 路線状況

### 重複区間
- 大分県道23号中津高田線（大分県中津市大字牛神・牛神交差点 - 中津市枝町・福沢通り交差点）
- 福岡県道221号吉富港線（福岡県築上郡吉富町大字広津・吉富町広津交差点 - 築上郡吉富町大字広津・吉富町小犬丸交差点）

### 道路施設

#### 橋梁
- 大分県
  - 中殿橋（蛎瀬川、中津市、大分県道23号中津高田線重複区間内）
  - 山国橋（山国川、中津市 - 福岡県築上郡吉富町）

## 地理

### 通過する自治体
- 大分県
  - 中津市
- 福岡県
  - 築上郡吉富町

### 交差する道路
| 交差する道路                                              | 都道府県名 | 市町村名 | 市町村名 | 交差する場所 | 交差する場所            |
| --------------------------------------------------------- | ---------- | -------- | -------- | ------------ | ----------------------- |
| 国道213号                                                 | 大分県     | 中津市   | 中津市   | 大字合馬     | 合馬交差点 / 起点       |
| 大分県道23号中津高田線 重複区間起点                       | 大分県     | 中津市   | 中津市   | 大字牛神     | 牛神交差点              |
| 大分県道531号中津停車場線                                 | 大分県     | 中津市   | 中津市   | 島田本町     |                         |
| 大分県道23号中津高田線 重複区間終点 大分県道530号小祝港線 | 大分県     | 中津市   | 中津市   | 枝町         | 福沢通り交差点          |
| 福岡県道221号吉富港線 重複区間起点                        | 福岡県     | 築上郡   | 吉富町   | 大字広津     | 吉富町広津交差点        |
| 福岡県道221号吉富港線 重複区間終点                        | 福岡県     | 築上郡   | 吉富町   | 大字広津     | 吉富町小犬丸交差点      |
| 福岡県道221号吉富港線 / バイパス                          | 福岡県     | 築上郡   | 吉富町   | 大字広津     |                         |
| 大分県道・福岡県道113号中津豊前線                         | 福岡県     | 築上郡   | 吉富町   | 大字広津     | 吉富町直江交差点 / 終点 |

### 交差する鉄道
- 日豊本線

### 沿線
- 中津市立小楠小学校
- 中津市立中津中学校
- JR九州日豊本線
  - 中津駅 - 吉富駅
- 豊前警察署 吉富駐在所